# Christian Grønborg
Christian Grønborg, född den 29 juni 1962 i Sorø, är en dansk seglare.
Han tog OS-guld i Flying Dutchman i samband med de olympiska seglingstävlingarna 1988 i Seoul.